# Шахматен турнир
Шахматният турнир е поредица от шахматни игри, в които шахматисти се състезават, за да определят победителя или отбора. След първия международен шахматен турнир в Лондон през 1851 г. шахматните турнири се превърнаха в стандартна форма на шахматно състезание сред силни играчи.
Днес едни от най-известните индивидуални състезания по шах са турнирите във Вайк ан Зее и  Сейнт Луис. Най-представителният отборен турнир е шахматната олимпиада, в която състезателите представляват своите страни, както на олимпийските игри. В началото на 50-те години на турнирите започват да се появяват шахматни компютри.
Повечето турнири по шах се организират и ръководят от правилата на Световната федерация по шах (ФИДЕ), която предоставя насоки и регулира турнирите. Турнирите по шах се играят предимно по кръгова система, швейцарска система или олимпийска система. Използват се също директно елиминиране (нокаут-система) и схевенингенска система. Провеждат се по различни видове шах: класически, ускорен, блиц, армагедонски, кореспондетски. Разделят се на 23 категории според силата на играчите.